# 桑原太矩
桑原 太矩（くわばら たく、1985年5月20日 - ）は日本の漫画家。北海道札幌市出身。

## 経歴
2009年、武蔵野美術大学造形学部視覚伝達デザイン学科を卒業。
大学4年生のときに投稿した作品『ラスト・スマイル』が、ジャンプSQ. コミックグランプリで佳作を受賞。
2010年、アフタヌーン四季賞で『鷹の台フリークス』が佳作を受賞。同作が「アフタヌーン」の付録に掲載され、デビューとなった。2011年、『ミミクリ』がアフタヌーン四季賞で準入選。
代表作は、2016年「good!アフタヌーン」7月号にて連載を開始した『空挺ドラゴンズ』。同作は、テレビアニメなどに展開されるヒット作となった。その他の作品に『とっかぶ』などがある。

## 人物
- 趣味は映画鑑賞。SFXを取り入れた『エイリアン2』や『バック・トゥ・ザ・フューチャー』などのSF作品や、『ゴジラ』などの怪獣映画を好んでいる。SF以外では日本映画『リンダリンダリンダ』が好きだと語っている。[3]
- 小学校低学年の時に初めて買った漫画は『魔法陣グルグル』[4]。一番好きな漫画はゆうきまさみの『機動警察パトレイバー』と『じゃじゃ馬グルーミン★UP!』[4]で、キャラクターづくりに影響を受けた[3]。他に学生時代に影響を受けたのは『封神演義』『るろうに剣心』『王ドロボウJING』『銃夢』など[4]。定規を使わない手描きの作画は宮崎駿の影響も大きいと語っている。[1]。
- 作中に料理が多く登場するが、桑原自身も料理が得意であり盛り付けにも拘っている。それらを写真に撮りためて参考にすることもあるという。公式コミックガイドでは桑原が試作した作中の料理写真が掲載されている[5]。

## 作品リスト

### 単著
- とっかぶ（2013年 - 2015年、講談社、good!アフタヌーン連載） - 全4巻
- 空挺ドラゴンズ（2016年 - 連載中、講談社、good!アフタヌーン） - 既刊20巻

### 共著
- 小説「空挺ドラゴンズ」（著：橘もも、KADOKAWA、2019年） - 原作・イラスト
- 「私立探検家学園」シリーズ（作：斉藤倫、福音館書店、2022年 - 既刊5巻） - 装画・挿絵

### 作品集
- 複製原画集「空挺ドラゴンズ　FLIGHT LOGBOOK」（講談社、2020年）

### その他
- 「戦う姫、働く少女」（著：河野真太郎、堀之内出版、2017年） - 装画
- 漫画家ごはん日誌 第119回（フィール・ヤング2018年1月号）
- 三国志大戦「張郃」カード（2018年） - イラスト
- 「なるほど知図帳 世界2019」「なるほど知図帳 日本2019」（昭文社、2018年） - 装画
- 「イダジョ！」シリーズ（著：史夏ゆみ、角川春樹事務所、2019年 - 2021年、全3巻） - 装画
- 赤い公園「夜の公園」リリックビデオ（2020年）- イラスト[6]
- 「新しい声を聞くぼくたち」（著：河野真太郎、講談社、2022年） - 装画
- ウイスキー「AMAHAGAN World Blended 空挺ドラゴンズver.」（長濱蒸溜所、2023年） - ラベルイラスト[7]
- 漫画「カビゴンの夢グルメ」（2024年、全6話）[8]

## メディア出演
- imagine-nation（2018年3月、NHK WORLD）- 特集
- コミスペ！（2018年5月）- インタビュー[1]
- 月刊MdN 2018年6月号（エムディエヌコーポレーション）- 特集記事[9]
- そこ☆あに増刊号 vol.45（2019年5月）- ゲスト[10]
- そこ☆あに #618（2020年1月）- ゲスト[11]
- ダ・ヴィンチ 2020年2月号（KADOKAWA）- 対談[12]
- CINRA.NET（2020年2月5日）- 鼎談[13]
- そこ☆あに #668（2021年1月）- ゲスト[14]
- 豊崎愛生と漫画とグルメ #3（2021年7月25日、日テレプラス）- ゲスト[15]
- そこ☆あに増刊号 Vol.56（2022年2月）- ゲスト[16]
- good!アフタヌーン 2023年6号（講談社）- 特集記事[7]